# Volucella flavolinea
Volucella flavolinea är en tvåvingeart som beskrevs av Hull 1943. Volucella flavolinea ingår i släktet humleblomflugor, och familjen blomflugor.
Artens utbredningsområde är Filippinerna. Inga underarter finns listade i Catalogue of Life.